# هوارد ديفيس (معلم موسيقى)
هوارد ديفيس (بالإنجليزية: Howard Davis)‏ هو معلم موسيقى بريطاني، ولد في 9 أبريل 1940، وتوفي في 5 فبراير 2008.

## وصلات خارجية
- هوارد ديفيس على موقع ميوزك برينز (الإنجليزية)
- هوارد ديفيس على موقع ديسكوغز (الإنجليزية)